# Dème d'Árta
Le dème d'Árta, en grec moderne : Δήμος Αρταίων / Dímos Artéon, est un dème du district régional du même nom, en Épire, Grèce. 
Le dème actuel résulte de la fusion, en 2010,  des dèmes d'Amvrakikós, d'Árta, de Filothéi, de Vlachérna et de Xirovoúni.
Selon le recensement de 2011, la population du dème compte 27 330 habitants, tandis que celle de la ville d'Árta s'élève à 43 166 habitants.
Le siège du dème est la ville d'Árta.